# Malvina Bolus
Malvina Marjorie Bolus (4 de julio de 1906, Bahía Fox, Islas Malvinas - 6 de abril de 1997, Canadá) fue un historiadora canadiense y coleccionista de arte, principalmente conocida por ser la directora de la revista de la Compañía de la Bahía de Hudson, The Beaver.
Nació en Bahía Fox en la isla Gran Malvina, fue educada en Inglaterra y emigró a Canadá en 1926. De 1928 a 1936, fue miembro del personal canadiense de la Cámara de los Comunes. De 1933 a 1936, fue secretaria de Agnes Macphail, la primera mujer en ser elegida en la Cámara de los Comunes.
Comenzó a trabajar en la Compañía de la Bahía de Hudson en 1956 en relaciones públicas. De 1958 a 1972, fue directora de la revista The Beaver. También ha escrito y editado otras publicaciones como: Image of Canada (1953), Eskimo Art (1967), y People and Pelts (1972).
En 1970, fue nombrada Oficial de la Orden de Canadá. Falleció en 1997 en dicho país.